# Missale Romanum Glagolitice

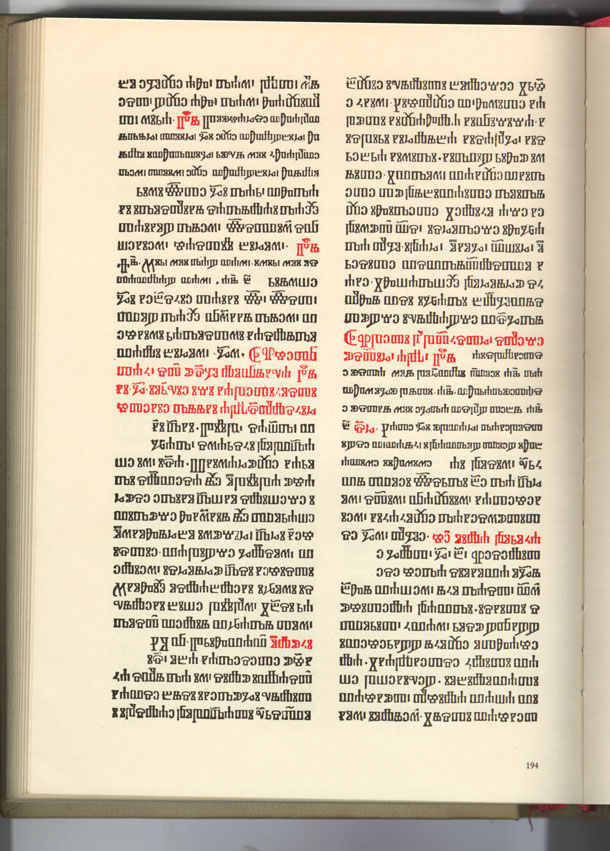

Das Missale Romanum Glagolitice (Ⰿⰹⱄⰰⰾⱏ ⱂⱁ ⰸⰰⰽⱁⱀⱆ ⱃⰹⰿⱄⰽⱁⰳⰰ ⰴⰲⱁⱃⰰ) ist ein gedrucktes Missale Romanum in kirchenslawischer Sprache von 1483. Es ist das erste gedruckte Buch in glagolitischer Schrift und das erste Missale Romanum, das nicht in lateinischer Sprache erschien.
Es besteht aus 440 Seiten im Format 19 × 26 cm.
Das Missale wurde vielleicht in Venedig gedruckt, oder vielleicht in Kosinj in Kroatien.
Es wurde für die Feier der katholischen Heiligen Messe in der slawischsprachigen Bevölkerung Kroatiens angefertigt. Es folgt dem Text des Missale Romanum in lateinischer Sprache von 1474 aus Mailand.
Heute sind noch elf unvollständige Exemplare bekannt und sechs kürzere Fragmente.